# Liste der Monuments historiques in Plouhinec (Finistère)
Die Liste der Monuments historiques in Plouhinec (Finistère) führt die Monuments historiques in der französischen Gemeinde Plouhinec auf.

## Liste der Bauwerke
| Bezeichnung                       | Beschreibung | Standort                                 | Kennzeichnung | Schutzstatus | Datum | Bild           |
| --------------------------------- | ------------ | ---------------------------------------- | ------------- | ------------ | ----- | -------------- |
| Kirche St-Winoc                   |              | (Lage)                                   | PA00090252    | Inscrit      | 1932  | weitere Bilder |
| Nekropole an der Pointe de Souc’h |              | Route de la Corniche-Menez-Dregan (Lage) | PA00090253    | Classé       | 1979  | weitere Bilder |

## Liste der Objekte
- Monuments historiques (Objekte) in Plouhinec in der Base Palissy des französischen Kultusministerium